# Wincepole
Wincepole (lit. Vinciapolis) − wieś na Litwie, w rejonie solecznickim, 11 km na wschód od Solecznik, zamieszkana przez 1 osobę. Przed II wojną światową w Polsce, w powiecie wileńsko-trockim województwa wileńskiego.